# آنا به قدرت بی نهایت
آنا به قدرت بی‌نهایت (انگلیسی: Anna to the Infinite Power) فیلمی در ژانر علمی–تخیلی است که در سال ۱۹۸۲ منتشر شد. از بازیگران آن می‌توان به مارتا برن، دینا مریل، مارک پتون، و جک گیلفورد اشاره کرد.